# Masonville (Kentucky)
Masonville – jednostka osadnicza w Stanach Zjednoczonych, w stanie Kentucky, w hrabstwie Daviess.